# Гайзиг
Гайзиг (нем. Geisig) — община в Германии, в земле Рейнланд-Пфальц.
Входит в состав района Рейн-Лан. Подчиняется управлению Нассау.  Население составляет 376 человек (на 31 декабря 2010 года). Занимает площадь 3,91 км².